# Уолт Дисни Къмпани
Уолт Дисни Къмпани (на английски: The Walt Disney Company), известна като Дисни, е американски разнообразен мултинационален медиен и развлекателен конгломерат със седалище в комплекса Уолт Дисни Студиос в Бърбанк, Калифорния.
Компанията е основана на 16 октомври 1923 г. от братята Уолт и Рой О. Дисни с името Дисни Брадърс Картун Студио; компанията също работи с имената Уолт Дисни Студио и Уолт Дисни Прадакшънс, преди официално да промени името си на Уолт Дисни Къмпани през 1986 г. Компанията се утвърждава като лидер в американската анимационна индустрия преди да разшири дейността си с игрални филми, телевизия и тематични паркове.
От 80-те години Дисни създава и придобива корпоративни подразделения, за да предлага на пазара разнообразно съдържание. Компанията е известна с подразделението си за филмовото студио, Уолт Дисни Студиос, което включва Уолт Дисни Пикчърс, Уолт Дисни Анимейшън Студиос, Пиксар, Марвел Студиос, Лукасфилм, Туентиът Сенчъри Студиос, Сърчлайт Пикчърс и Блу Скай Студиос. Другите основни единици и сегменти на Дисни са Дисни Медия Нетуъркс, Дисни Паркс и Уолт Дисни Дайрект-ту-Консумър Интернешънъл. Чрез тези сегменти Дисни притежава и управлява излъчващата мрежа Ей Би Си; кабелни телевизионни мрежи като Дисни Ченъл, ESPN, Фриформ, Еф Екс и Нешънъл Джиографик; издателски, търговски, музикални и театрални отдели; и Дисни паркове, група от 14 тематични парка по целия свят.
Компанията е компонент на промишления индекс Дау Джоунс от 1991 г. Анимационният герой Мики Маус, създаден през 1928 г. от Уолт Дисни и Уб Айуъркс, е един от най-разпознаваемите герои в света и служи като талисман на компанията.

## История

### 1923 – 1928: Основаване и ера на немите филми
В началото на 1923 г. в Канзас Сити, Мисури, аниматорът Уолт Дисни създава късометражния филм Алиса в Страната на чудесата, в който участва детската актриса Вирджиния Дейвис. След фалита през 1923 г. на предишната му фирма Laugh-O-Gram Studio, Уолт се мести в Холивуд, за да се присъедини към брат си Рой О. Дисни. Филмовата дистрибуторка Маргарет Джей Уинклър, собственичка на компанията Уинклър Пикчърс, се свързва с Дисни с предложение да разпространява цялата поредица Alice Comedies, закупени за 1500 долара с марката Дисни. През същата година Уолт и Рой Дисни създават анимационното студио Дисни Брадърс Картун Студио. След Алиса последват още анимационни филми. През януари 1926 г. със завършването на студиото на Дисни, намиращо се на улица Хиперион, името Дисни Брадърс Картун Студио е променено на Уолт Дисни Студио.
След поредицата от късометражни анимационни филми Alice Comedies Дисни разработва следващата си поредица, озаглавена Oswald the Lucky Rabbit Поредицата е продуцирана от Уинклър Пикчърс и разпростанявана от Юнивърсъл Пикчърс. Тъй като Юнивърсъл е собственик на правата, печалбата на Дисни възлиза на няколкостотин долара. Дисни създава 27 късометражни филма от същата поредица, преди да загуби договора си през март 1928 г., когато ръководителят на Уинклър Чарлс Минц, който поема бизнеса от Маргарет, след като се жени за нея, наема четирима от основните аниматори на Дисни (с изключение на Ъб Айуъркс), за да започне свое анимационно студио.

### 1928 – 1934: Мики Маус иSilly Symphonies
През 1928 г., за да се възстанови от загубите заради Oswald the Lucky Rabbit, на Уолт Дисни му хрумва идеята да създаде герой мишка на име Мортимър, докато пътува във влак за Калифорния, създава няколко рисунки. Тъй като името Мортимър Маус не се харесва на съпругата на Дисни, Лилиан, героят е преименуван на Мики Маус, който участва в няколко филма на Дисни. Ъб Айуъркс усъвършенства първоначалния дизайн на Мики Маус. Първият филм със звук на Дисни, Steamboat Willie, късометражен анимационен филм с участието на Мики Маус, е издаден на 18 ноември 1928 г. чрез дистрибуторската компания на Патрик Пауърс. Това е първият озвучен анимационен филм за Мики Маус и третият след Plane Crazy и The Gallopin' Gaucho. Steamboat Willie незабавно се превръща в хит и успехът му се дължи както на участието на Мики Маус, така и на факта, че е първата анимация със синхронизиран звук. Plane Crazy и The Gallopin' Gaucho са обновени със синхронизиран звук и преиздадени през 1929 г.
Дисни продължава производството на анимационни филми с участието на Мики Маус и други герои и започва новата си поредица Silly Symphonies, като подрисва договор за разпространение с Кълъмбия Пикчърс през август 1929 г, а театралният ръководител Хари Уудин иска разрешение за създаване на „Клуб Мики Маус“, което Уолт одобрява. На 16 декември същата година партньорството на Уолт Дисни Студиос е реорганизирано като корпорация с името Уолт Дисни Прадакшънс с мърчандайзинг отдел, Уолт Дисни Ентерпрайсес, и две дъщерни дружества, Дисни Филм Рекординг Къмпани и Лайлд Риълти енд Инвестмънт Къмпани. Уолт и съпругата му притежават 60 процента (6000 акции), а Рой притежава 40 процента (4000 акции) от Уолт Дисни Прадакшънс. На 30 декември Кинг Фичърс подписва договор с Уолт Дисни за публикуване на пръвия комикс „Мики Маус“ в своя вестник „Ню Йорк Мирър“.
През 1932 г. Дисни подписва ексклузивен договор с Техниколър (до края на 1935 г.) за производство на цветни анимационни филмиц първият е Flowers and Trees (1932). Популярността на филмите с Мики Маус позволява на Дисни да планира първата си пълнометражна анимация.

### 1934 – 1950:Снежанка и седемте джуджета, Втора световна война и още филми
През 1934 г. Дисни започва производството на първия си пълнометражен анимационен филм. След 3-годишна работа по него, премиерата на филма Снежанка и седемте джуджета се състои на 21 декември 1937 г., като се превръща в най-печелившия филм по онова време. Разпространител на филма е RKO Radio Pictures, договорът с Дисни е подписан през юли 1937 г., след като Юнайтед Артистс прави опити да получи телевизионните права върху късометражните филим на Дисни. Използвайки печалбите от Снежанка, Дисни финансира изграждането на нов студиен комплект с площ 210 000 м2 в Бърбанк, Калифорния. Сградата на новото Уолт Дисни Студиос, което е седалище на компанията и до днес, е завършена и отворена в края на 1939 г. На 2 април 1940 г. Уолт Дисни Прадакшънс инициира своето първично публично предлагане.
Студиото продължава продуцирането на пълнометражни анимационни филми, като следващите са Пинокио (1940), Фантазия (1940), Дъмбо (1941) и Бамби (1942). След началото на Втората световна война, приходите намаляват. След влизането на САЩ във Втората световна война, след нападението над Пърл Харбър, студиото помещава над 500 военнослужещи от американската армия, които отговарят за защитата на близките фабрики на самолети от вражески бомбардировачи. В допълнение, няколко аниматори на Дисни са подготвени за борба във войната и студиото е договорено да произвежда съдържание за военно време, за по-специално военно обучение и граждански пропагандни филми. От 1942 до 1943 г. 95 процента от анимационната продукция на студиото е с военна тематика. От 1942 до 1943 г. 95 процента от анимационната продукция на студиото е с военна тематика. По време на войната Дисни продуцира военния пропаганден анимационен филм Victory Through Air Power (1943) и поредица от късометражни анимационни филми с латиноамериканска тематика, вдъхновени от мисията на добросъседство от 1941 г., като са създадени и два пълнометражни филма – Салудос амигос (1942) и Тримата кабалерос (1943).
С ограничен персонал и малко оперативен капитал по време и след войната, филмите на Дисни през по-голямата част от 40-те години са „пакетни филми“, или колекции от късометражни филми, като Тримата кабалерос и Melody Time (1948), които не се представят според очакванията на студиото. В същото време то започва да продуцира филми и документални филми. Song of the South (1946) и So Dear to My Heart (1948) включват анимационни сегменти, докато поредицата True-Life Adventures, която включва филмите Seal Island (1948) и The Vanishing Prairie (1954), също добива популярност. Осем от филмите от поредицата печелят награди на Академията.

### 1950 – 1966: Телевизия, Дисниленд, смъртта на Уолт Дисни
С излизането на Пепеляшка се доказва, че пълнометражната анимация може да има своите успехи и почитатели. Други филми от този период са Алиса в Страната на чудесата (1951) и Питър Пан (1953), както и приключенският игрален филм Treasure Island (1950). Други игрални филми на Дисни от този период са The Story of Robin Hood and His Merrie Men (1952), The Sword and the Rose (1953) и 20,000 Leagues Under the Sea (1954). През 1953 г. Дисни прекратява договора си за разпространение с RKO и създава собствената дистрибуторска фирма Буена Виста Дистрибушън.
През декември 1950 г. Уолт Дисни Прадакшънс и Кока-Кола Къмпани си сътрудничат в първото телевизионно начинание на Дисни – One Hour in Wonderland, специално за мрежата на Ен Би Си. През октомври 1954 г. Ей Би Си излъчва първия телевизионен сериал на Дисни. През 1954 г. Уолт Дисни замисля идеята за Дисниленд – място, на което родители и деца могат да се забавляват едновременно. На 18 юли 1955 г. Уолт Дисни открива Дисниленд, а ден по-рано е излъчено телевизионно предаване на живо, с гости Робърт Къмингс, Арт Линлетър и Роналд Рейгън. След старта си Дисниленд продължава да се разраства и да привлича посетители от цялата страна и от целия свят. Основното разширение е през 1959 г., когато е добавена първата монорелсова система в Америка. За световния панаир в Ню Йорк през 1964 г. Дисни подготвя четири отделни атракции. През това време Уолт Дисни също тайно разузнава нови места за втори тематичен парк на Дисни. През ноември 1965 г. е обявен Дисни Уърлд, с планове за тематични паркове, хотели и дори моделен град на хиляди декара земя, закупена извън Орландо, Флорида.
През 50-те години Дисни продължава фокусирането си върху телевизията. Следобедната детска телевизионна програма на компанията Клуб Мики Маус е излъчена премиерно през 1955 г. и постига голям успех. Две години по-късно, сериалът Зоро се оказва също толкова популярен, излъчен е в два сезона по Ей Би Си. Въпреки успеха, през 60-те години Уолт Дисни Прадакшънс не инвестира в телевизионни програми, с изключение на дългогодишната антологична поредица, известна по-късно с името The Wonderful World of Disney.
Докато производството на късометражни филми се забавя значително през 50-те и 60-те години, студиото издава редица пълнометражни анимационни филми като Лейди и Скитника (1955), Спящата красавица (1959) и Сто и един далматинци (1961), полседният популяризира използването на ксерографията по време на процеса на омастиляване и рисуване на традиционна анимация. Игралните филми на компанията излизат в различни жанрове, включително историческа фантастика (Johnny Tremain, 1957), адаптации на детски книги (Pollyanna, 1960) и модерни комедии (The Shaggy Dog, 1959). Най-успешният игрален филм на Дисни от 60-те години е музикалната адаптация Мери Попинз, един от най-печелившите филми за онова време. Филмът получава пет награди Оскар, включително в категорията най-добра актриса за Джули Андрюс и най-добра оригинална песен за Chim Chim Cher-ee от Робърт Шърман и Ричард Шърман. На 15 декември 1966 г. Уолт Дисни умира, като смъртта му бележи края на една ера за компанията.

### 1966 – 1984: Лидерство и смърт на Рой О. Дисни, Уолт Дисни Уърлд, ново ръководство, филмова криза
След смъртта на Уолт Рой О. Дисни става председател, главен изпълнителен директор и президент на компанията. Едно от първите му действия е да преименува Дисни Уърлд на Уолт Дисин Уърлд в чест на своя брат. През 1967 г. излизат последните два филма, които Уолт активно ръководи, пълнометражният анимационен филм Книга за джунглата и мюзикълът The Happiest Millionaire. В края на 60-те години студиото издава редица комедийни филми, сред които The Love Bug (филм с най-големи приходи за 1969 г.) и The Computer Wore Tennis Shoes (1969), в който участва младото откритие на Дисни Кърт Ръсел. 70-те години започват за студиото с издаването на пълнометражния анимационен филм Аристокотките (1970) и фентъзи мюзикъла от 1971 г. Bedknobs and Broomsticks. Blackbeard's Ghost е друг успешен филм от този период. На 1 октомври 1971 г. Уолт Дисни Уърлд е отворен за обществеността, а Рой Дисни лично посвещава съоръжението по-късно същия месец.
Рой О. Дисни умира на 20 декември 1971 г. Той оставя компанията в ръцете на Дон Тейтъм, Керд Уолкър и зета на Уолт Рон Милър, и тримата обучени от братята Дисни. Уолт Дисни Прадакшънс продължава да издава семейни филми през 70-те години като Escape to Witch Mountain (1975) и Freaky Friday (1976), но филмите не получават успеха, който имат по-ранните продукции. Въпреки това, анимационното студио вижда успех в пълнометражните си анимационни филми, които продължава да издава, Робин Худ (1973), Спасителите (1977) и Лисицата и хрътката (1981). Като ръководител на студиото, Милър се опитва да създава филми, насочени към тийнейджърската аудитория, чието ежедневие обикновено минава в гледане на филми на Дисни. Вдъхновен от популярността на Междузвездни войни, Дисни продуцира научнофантастичния приключенски филм The Black Hole от 1979 г., струващ на студиото 20 милиона долара, но претърпява загуба заради Междузведни войни. The Black Hole е първият филм на Дисни, който получава PG рейтинг в Съединените щати. Дисни се впуска в жанра на ужасите с филма The Watcher in the Woods (1980) и смело финансира иновативния филм Трон (1982), като и двата филма имат минимален успех.
Дисни наема външни продуценти за филмовите си проекти, което е прецедент в историята на студиото. През 1979 г. компанията си съструдничи с Парамаунт Пикчърс за продукцията на филмовата адаптация на Popeye (1980) и Dragonslayer (1981). По това време Парамаунт разпространява филмите на Дисни в Канада, с надеждата, че маркетинговият престиж на Дисни ще допринесе за продажбата на двата филма.
През 1983 г. Дисни издава филма Коледната песен на Мики. През 1984 г. изпълнителният директор на Дисни Рон Милър създава Тъчстоун Пикчърс. През 1980 г. Дисни стартира Уолт Дисни Хоум Видео, за да се възползва от нововъзникващия пазар на видеокасети. На 18 април 1983 г. дебютира Дисни Ченъл като платен кабелен телевизонен канал в САЩ, излъчващ класическите филми на компанията.
Уолт Дисни Уърлд получава голяма част от вниманието на компанията през 70-те и 80-те години. През 1978 г. ръководителите на Дисни обявяват планове за втори тематичен парк Уолт Дисни Уърлд, EPCOT Center, който отваря врати през октомври 1982 г. Вдъхновен от мечтата на Уолт Дисни за футуристичен моделен град, EPCOT Center е построен като постоянен световен панаир, заедно с експонати, спонсорирани от големи американски корпорации, както и павилиони, базирани на чужди култури. В Япония Ориентал Ленд Къмпани си партнира с Уолт Дисни Прадакшън, за да построи първия тематичен парк на Дисни извън Съединените щати, Дисниленд Токио, който отваря врати през април 1983 г. Въпреки успеха на Дисни Ченъл и новите атракциони в тематичния парк, Уолт Дисни Прадакшънс е финансово уязвима компания. До началото на 80-те години парковете генерират 70 процента от приходите на Дисни.

### 1984 – 2005: Ръководството на Майкъл Айснер,Дисни Ренесанс, кампаниятаSaveDisney
Сид Бас купува 18,7 процента от Дисни. Той е бордът назначават Майкъл Айснер от Парамаунт за изпълнителен директор и Франк Уелс от Уорнър Брос за президент на компанията. Между 80-те и 90-те години Буена Виста е разпространител на филмите, ко-продукции на Тъчстоун Пикчърс и Силвър Скрийн Партнърс, Паника в Бевърли Хилс (1985), Добро утро, Виетнам (1987), Обществото на мъртвите поети (1989), Хубава жена (1990) и други печеливши продукции. Айснер използва разширяването на кабелните и домашните видео пазари, за да подписва сделки, използвайки шоу програми и филми на Дисни, като сключва дългосрочна сделка с Шоутайм Нетуъркс за изданията на Дисни / Тъчстоун през 1996 г. В края на 80-те години Дисни започва да ограничава изданията на предишните си филми на видеокасети и закупува KHJ, независима телевизионна станция в Лос Анджелис. През 1985 г. Силвър Скрийн II финансира със 193 милиона долара продукциите на Дисни, а през януари 1987 г. Силвър Скрийн III отново финансира Дисни с 300 милиона долара. Силвър Скрийн IV е създадена, за да финасира студиата на Дисни.
Окуражени от успеха на Кой натопи Заека Роджър (1988), Дисни създават поредица от хитови пълнометражни анимационни филми през периода на 90-те години, известен като Дисни Ренесанс, сред които Малката русалка (1989), Красавицата и звярът (1991), Аладин (1992), Цар лъв (1994) и други. В допълнение, компанията успешно навлиза в областта на телевизионната анимация, с редица високо бюджетни сериали като Приключенията на Гумените мечета, Патешки истории, Чип и Дейл: Спасителен отряд, Чернокрилия паток, Капитан Балу, Bonkers и Горгони. От 1988 г. Дисни се изкачва до първо място по приходи, като има увеличаване с 20 процента за всяка следваща година.
През 1989 г. Дисни подписва споразумение за придобиване от Джим Хенсън Прадакшънс, собственост на Джим Хенсън, правата върху Мъпетите, създадени от Хенсън. Сделката включва библиотеката на Хенсън и мъпетите (без тези, създадени за Улица Сезам), както и личните творения на Джим Хенсън. Въпреки това Хенсън умира внезапно през май 1990 г. преди сключването на сделката, в резултат на което двете компании прекратяват преговорите през следващия декември.
През 1991 г. хотели, домашно видеоразпространение и мърчъндайзинга на Дисни допринасят 28 процента от общите приходи на компанията, а международните приходи са 22 процента от общите приходи. Компанията се ангажира със своите студия през първото тримесечие на 1991 г., за да произведе 25 филма през 1992 г. Въпреки това, през 1991 г. нетният доход спада с 23 процента. Дисни започва две нови дейности – излиза на книгоиздателския и музикалния пазар с откриването на издателство Хиперион Букс и музикалната компания Холивуд Рекърдс, а Уолт Дисни Имаджинеринг уволнява 400 служители. Дисни закупува миноритарен дял в бейзболния отбор на Anaheim Angels около същото време.

### 2005 – 2020: Ръководството на Боб Айгър и разрастването на компанията
На 1 октомври 2005 г. Боб Айгър заменя Майкъл Айснер на поста главен изпълнителен директор на Дисни. На 4 ноември същата година Уолт Дисни Фийчър Анимейшън издава Чикън Литъл, първия филм на компанията, използващ 3D анимация. На 23 януари 2006 г. е обявено, че Дисни ще закупи Пиксар в сделка с акции на стойност 7,4 млрд. долара. Сделката е финализирана на 5 май; Стив Джобс, който е главен изпълнителен директор на Пиксар и притежава 50,1 % дял в компанията, преминава в борда на директорите на Дисни като най-големия индивидуален акционер с дял от 7 %. Ед Катмул поема поста президент на Пиксар Анимейшън Студиос. Бившият изпълнителен вицепрезидент на Пиксар Джон Ласитър става главен творчески директор на Уолт Дисни Анимейшън Студиос, неговото подразделение Диснитуун Студиос и Пиксар Анимейшън Студиос, както и поема ролята на главен творчески съветник в Уолт Дисни Имаджинеринг.
През февруари 2006 г. Дисни придоби правата на Освалд, щастливият заек от NBC Universal (включително интелектуалната собственост на персонажа и 27-те карикатури на Освалд, продуцирани от Уолт Дисни) като част от размяна на незначителни активи. В замяна Дисни освобождава спортиста Ал Майкълс от договорите му с ABC Sports и ESPN, за да може да се присъедини към NBC Sports. През април 2007 г. холдинговата компания Мъпетс е преместена от Дисни Консумър Продуктс в подразделението Уолт Дисни Студиос и преименувана на Мъпетс Студио. През февруари 2007 г. компанията е обвинена в нарушения на правата на човека по отношение на условията на труд във фабриките, които произвеждат нейните стоки. На 31 август 2009 г. Дисни обявява сделка за придобиване на Марвел Ентъртейнмънт за 4,24 млрд. долара в сделка, която приключва 31 декември 2009 г.
Почетният директор Рой Е. Дисни умира на 16 декември 2009 г. Преди смъртта си той притежава приблизително 1 % от целия Дисни, който възлиза на 16 милиона акции. Рой Е. Дисни е последният член от семейството, който участва активно в компанията. През октомври 2009 г. президентът на Дисни Ченъл Рич Рос, назначен от Айгър, заменя Дик Кук като председател на компанията и през ноември започва преструктурирането на компанията, за да се фокусира повече върху семейните продукции.
През август 2011 г., Боб Айгър заявява в конферентен разговор, че след успеха на покупките на Пиксар и Марвел, той и Уолт Дисни Къмпани искат да „купят или нови герои, или бизнеси, способни да създадат велики герои и страхотни истории.“ По-късно, в началото на февруари 2012 г., Дисни завършва с придобиването си на UTV Software Communications, разширявайки своя пазар допълнително в Индия и Азия. На 30 октомври 2012 г. Дисни обявява плановете си за придобиването на Лукасфилм в сделка на стойност 4,05 млрд. долара, тъй като компанията има намерението да използва франчайза Междузвездни войни в своите подразделения и планира да издаде седма част от основния филмов франчайз през 2015 г. Продажбата приключва на 21 декември 2012 г. На 24 март 2014 г. Дисни придобива Мейкър Студиос, активна многоканална мрежа в YouTube, за 500 милиона долара. През май 2017 г. компанията е превърната в ново предприятие, наречено Дисни Диджитал Нетуъркс.
През ноември 2017 г. CNBC съобщава, че Дисни провежда преговори за придобиването на Туенти фърст Сенчъри Фокс. Сделката приключва на 20 март 2019 г.

### 2020 – настояще: Лидерството на Боб Чапек и пандемията от коронавирус, завръщането на Айгър и 100-годишнина
На 25 февруари 2020 г. Дисни назначава Боб Чапек за главен изпълнителен директор, който заменя Айгър. Айгър поема поста на изпълнителен председател, който ще контролира творческата страна на компанията, като същевременно продължава да служи като председател на управителния съвет по време на преходния период до 2021 г.
През април 2020 г. Айгър възобновява оперативните задължения на компанията като изпълнителен председател, за да помогне на компанията по време на пандемията от коронавирус, а Чапек е назначен в борда на директорите. През същия месец от компанията обявяват, че ще се преустанови заплащането на повече от 100 хиляди служители в Дисни парковете заради рецесията от коронавирус, като месечните спестявания възлизат на 500 милиона долара за компанията. Съобщава се, че работещите в САЩ и Франция са насърчавани да кандидатстват за държавна помощ. Поради затварянето на парковете на Дисни по време на пандемията, Дисни преживява 63% спад на печалбите за второто фискално тримесечие на 2020 г., което води до загуба от 1,4 млрд. долара за компанията. През септември 2020 г. компанията обявява, че ще съкрати 28 000 служители във Флорида и Калифорния. Според председателя на Дисни Паркс Джош Д'Амаро, „Първоначално се надявахме, че тази ситуация ще бъде краткотрайна и че ще се възстановим бързо и ще се върнем към нормалното. Седем месеца по-късно установяваме, че това не е така“. Според Д'Амаро две трети от служителите, за които се съобщава, че са съкратени, са били на непълно работно време.
На 20 ноември 2022 г. Айгър приема поста главен изпълнителен директор, заменяйки Боб Чапек, който е уволнен след лошо представяне на приходите. Бордът обявява, че Айгър ще служи в продължение на две години с мандат да разработи стратегия за подновен растеж на компанията и да помогне за намирането на наследник за поста.
През 2023 г. Дисни започва своята кампания 100 години чудеса в чест на стогодишнината от основаването на компанията.
През октомври 2024 г. от компанията обявяват, че Джеймс П. Горман ще замени Марк Паркър като председател през януари 2025 г. Към обявлението е добавено, че наследникът на главния изпълнителен директор Боб Айгър ще бъде обявен в началото на 2026 г.

## Звена на компанията
Уолт Дисни Къмпани управлява шест основни бизнес звена, които нарича „бизнес сегменти“:

### Уолт Дисни Студиос
Подразделението се състои от развлекателни, музикални и театрални компании – Уолт Дисни Пикчърс, Пиксар, Марвел Студиос, Лукасфилм, Туентиът Сенчъри Студиос, Сърчлайт Пикчърс, Блу Скай Студиос, Дисни Мюзик Груп и Дисни Театрикъл Груп. Ръководители са Алън Бергман и Алън Ф. Хорн.

### Дженерал Ентъртейнмънт Нетуъркс
Подразделението се състои от ефирен, кабелен, радио, издателски и дигитален бизнес, включително Уолт Дисни Телевижън (състоящ се от телевизионната мрежа Ей Би Си, Дисни Телевижън Студиос – Ей Би Си Сигнейчър, Туинтиът Телевижън и Тъчстоун Телевижън, американския бизнес на Дисни Ченълс, Фрийформ, Фокс Нетуъркс и собственост от 73% на Нешънъл Джиографик Партнърс). Отделът притежава и 50% от A&E Нетуъркс с Хърст Комюникейшън. Ръководител е Питър Райс.

### Спортс Нетуъркс
Звеното се фокусира върху спортните програми на ESPN, както и спортни новини и оригинално спортно съдържание за кабелните канали, ESPN+ и Ей Би Си. Отделът се ръководи от Джеймс Питаро.

### Медиа енд Ентъртейнмънт Дистрибушън
Дисни Медиа енд Ентъртейнмънт Дистрибушън отговаря за всички глобални функции за дистрибуция, операции, продажби, реклама, данни и технологии за трите горепосочени подразделения за производство на съдържание на компанията, както и управлението на нейните множество стрийминг услуги (Дисни+, Хулу и ESPN+), домашни медии и вътрешни телевизионни мрежи. Отделът се ръководи от Карим Даниел.

### Интернешънъл Оперейшънс
Включва международните бизнес звена на компанията и техните операции на международните пазари. Ръководител е Ребека Кембъл.

### Паркове и продукти
Включва тематичните паркове на компанията, круизните линии, потребителските продукти и издателските подразделения. Ръководител е Джош Д'Амаро.

## Ръководство

### Настоящо
Борд на директорите
- Джеймс П. Горман (председател)
- Мери Бара
- Ейми Чанг
- Джеръми Даръч
- Каролин Еверсън
- Майкъл Фроман
- Боб Айгър (главен изпълнителен директор)
- Мария Елена Лагомасино
- Кевин Макдоналд
- Дерис Райс

Председатели
През 1960 г. Уолт Дисни се оттегля от поста предстедател, за да се съсредоточи повече върху творческите аспекти на компанията, ставайки „изпълнителен продуцент, отговарящ за цялото производство“.

Четири години по-късно Рой О. Дисни става председател на компанията.
- Уолт Дисни (1945 – 1960)
- Рой О. Дисни (1964 – 1971)
- Дон Тейтъм (1971 – 1980)
- Кард Уолкър (1980 – 1983)
- Реймънд Уотсън (1983 – 1984)
- Майкъл Айснер (1984 – 2004)
- Джордж Мичъл (2004 – 2006)
- Джон Е. Пепър-мл. (2007 – 2012)
- Боб Айгър (2012 – 2021)
- Сюзън Арнолд (2022 – 2023)
- Марк Паркър (2023 – 2025)
- Джеймс П. Горман (2025 – настояще)

Вицепредседател
- Рой Е. Дисни (1984 – 2003)

Президенти
- Уолт Дисни (1923 – 1945)
- Рой О. Дисни (1945 – 1968)
- Дон Тейтъм (1968 – 1971)
- Кард Уолкър (1971 – 1980)
- Рон Милър (1980 – 1984)
- Франк Уелс (1984 – 1994)
- Майкъл Овиц (1995 – 1997)
- Боб Айгър (2000 – 2012)

Главни изпълнителни директори
- Рой О. Дисни (1929 – 1971)
- Дон Тейтъм (1971 – 1976)
- Кард Уолкър (1976 – 1983)
- Рон Милър (1983 – 1984)
- Майкъл Айснер (1984 – 2005)
- Боб Айгър (2005 – 2020)
- Боб Чапек (2020–настояще)

Главен оперативен директор
- Кард Уолкър (1968 – 1976)
- Рон Милър (1980 – 1983)
- Франк Уелс (1984 – 1994)
- Санфорд Литвак (1997 – 1999)[99]
- Боб Айгър (2000 – 2005)
- Томас О. Стагс (2015 – 2016)

## В България
В България „Уолт Дисни“ присъстват активно от началото на 1990-те, като много техни телевизионни предавания и филми са излъчени по Канал 1 на БНТ (сега БНТ 1) до 2005 г. Излъчването на техни филми продължава и днес, като през 2007, 2008 и 2009 г. анимационни и други филми на „Disney“ са излъчени по bTV („Крякаща тайфа“ и др.) и Нова телевизия („Училищен мюзикъл“ и др.). Излъчването по БНТ 1 също е възобновено през 2009 г. с филми като „Хана Монтана“ и „Приключения с Мики Маус“.
Друга собственост на „Дисни“, представена в България, е ТВ каналът Джетикс, който през есента на 2009 г. е преобразуван на Дисни Ченъл.От 2014 г. на всеки 26 декември по Нова ТВ се излъчват филми на Disney. Блокът се казва „Денят на Дисни“.
Представител за киноразпространение на „Дисни“ в България е „Съни филмс“ и „Форум Филм България“, а за видеоразпространение са били „Александрагруп холдинг“ и „A+Films“. От 2013 г. компанията няма представител за видеоразпространение за територията на България.
През 2019 г. „Дисни“ придобива „Туенти-Фърст Сенчъри Фокс“, притежавана дотогава мажоритарно от Рупърт Мърдок. Като част от сделката „Дисни“ става собственик на „Фокс Нетуъркс Груп България“, която в началото на 2020 г. се преименува на „Дъ Уолт Дисни Къмпани България“.